# Полтавський український драматичний театр «Рух»
Полтавський український драматичний театр «Рух» — драматичний театр, заснований у Полтаві з групи акторів Полтавського драматичного товариства, який діяв у 1924 році.

## Загальні відомості
Театр був створений на початку 1924 на базі трупи Полтавського драматичного товариства. Підготовкою до його створення займалось мистецьке об'єднання «Рух». Його очолювали театральний діяч і письменник Максим Лебідь, а також режисери Д. І. Козачківський і М. О. Петлішенко.
Режисерами були: І. Бенієнко, Д. І. Козачківський, М. О. Петлішенко.
Виступали в приміщеннях Губсельбудинку і Міського театру ім. Гоголя.
Влітку гастролювали на Донбасі (Варваропілля, Ірміне, Кадіївка).
Через фінансову скруту восени 1924 року театр припинив своє існування, значну частину акторів було запрошено в нові театри, які формувалися в Києві, Харкові, Одесі, частина трупи перейшла до новоствореного Полтавського театру «Жовтень».

## Вистави
Кращими виставами театру були:
- «Гайдамаки» Шевченка
- «Тартюф» Мольєра
- «Цар Максиміліан» Ремізова
- «Світлий бог» Айзмана